# Öxabäcks landskommun
Öxabäcks landskommun var en tidigare kommun i dåvarande Älvsborgs län.

## Administrativ historik
Kommunen inrättades i Öxabäcks socken i Marks härad i Västergötland när 1862 års kommunalförordningar trädde i kraft. Vid kommunreformen 1952 uppgick den i Svansjö landskommun som 1971 gick upp i nybildade Marks kommun.

## Politik

### Mandatfördelning i Öxabäcks landskommun 1938-1946
| 1 | 2 | 7 | 2 | 8 |

| 20 |

| 9 | 2 | 9 |

| 20 |

| 2 | 9 | 1 | 8 |

| 19 |